# Ibrahima Niane
Ibrahima Niane (M'bour, 11 maart 1999) is een Senegalese voetballer die doorgaans als aanvaller speelt. Hij verruilde Génération Foot in juli 2017 voor FC Metz.

## Carrière
Niane werd in 2014 opgenomen in de jeugdopleiding van Génération Foot. Hij debuteerde op zijn zestiende in het eerste elftal. Hiermee speelde hij eerst in de Ligue 2 en daarna de Ligue 1 van Senegal. Niane verruilde Génération Foot in juli 2017 voor partnerclub FC Metz. Hij maakte op 5 augustus 2017 zijn debuut in de Ligue 1, tijdens een met 1–3 verloren wedstrijd thuis tegen EA Guingamp. Zijn ploeggenoten en hij eindigden dat seizoen op de laatste plaats. Een jaar later werd hij met FC Metz kampioen in de Ligue 2.

## Clubstatistieken
| Seizoen     | Club        | Competitie  | Competitie | Competitie | Beker | Beker | Internationaal | Internationaal | Totaal | Totaal |
| Seizoen     | Club        | Competitie  | Wed.       | Dlp.       | Wed.  | Dlp.  | Wed.           | Dlp.           | Wed.   | Dlp.   |
| ----------- | ----------- | ----------- | ---------- | ---------- | ----- | ----- | -------------- | -------------- | ------ | ------ |
| 2017/18     | FC Metz     | Ligue 1     | 30         | 2          | 5     | 3     | —              | —              | 35     | 5      |
| 2018/19     | FC Metz     | Ligue 2     | 33         | 10         | 8     | 4     | —              | —              | 41     | 14     |
| 2019/20     | FC Metz     | Ligue 1     | 21         | 3          | 1     | 1     | —              | —              | 22     | 4      |
| Club totaal | Club totaal | Club totaal | 84         | 15         | 14    | 8     | 0              | 0              | 98     | 23     |

Bijgewerkt t/m 18 maart 2020

## Interlandcarrière
Niane maakte deel uit van Senegal –20. Daarmee bereikte hij de finale van het Afrikaans kampioenschap –20 van 2017. Hij was ook actief op het WK –20 van 2017 en het WK –20 van 2019.

## Erelijst
| Kampioen Ligue 2 | 1x | 2018/19 |

1 Bernardoni ·
3 Doumbia ·
4 Pavlović ·
5 Mangani ·
6 Ebosse ·
7 Alioui ·
8 Traoré  ·
9 Diony ·
10 Fulgini ·
11 Cabot ·
12 Ould Khaled ·
13 Boufal ·
14 Coulibaly ·
15 Capelle ·
16 Butelle ·
18 Amadou ·
19 Bahoken ·
20 Thioub ·
21 Cho ·
23 Bobichon ·
24 Thomas ·
25 Bamba ·
27 Pereira Lage ·
28 El Melali ·
29 Manceau ·
30 Petković ·
31 Pape Diaw ·
32 Touré ·
37 Bemanga ·
Loucif ·
Coach: Moulin